# Ankeret
Ankeret på  Strandgade 27, er opført i 1577, og det ældste daterede bindingsværkshus   i Helsingør. Huset blev restaureret i 1941, og er fredet i klasse A. Det husede i mange år værtshuset Peter i Ankerets Datter eller Peder i Ankerets Datter.